# Bruno Hildebrandt (Schauspieler, 1845)
Bruno Hildebrandt (* 3. September 1845 in Zittau; † nach 1902) war ein Theaterschauspieler und Theaterregisseur.

## Leben
Hildebrandt erhielt seine Ausbildung durch Professor Wiek und Eduard Singer. Am 30. September 1866 debütierte er in Bern. Dann wirkte er in Potsdam, Stettin, Riga und am Wiener Carltheater, wo er von Anfang der 1870er bis Anfang der 1880er Jahre in der Operette erfolgreich beschäftigt war. Danach wechselte er an das Landestheater Graz, wo er bis 1890 wirkte. Von dort erhielt er einen Antrag ans Hoftheater Mannheim, wo er bis 1902 als Darsteller und Regisseur arbeitete. Dort übernahm er den Bassbuffo als auch Chargenrollen. Im Schauspiel war er so beliebt, dass er ohne Fachbeschränkung auftrat.